# Kahoolawe
Kahoʻolawe er den mindste af de 8 sydøstligste øer i den vulkanske øgruppe Hawaii, der udgør delstaten Hawaii. Den befinder sig 11,2 km sydvest for Maui og sydøst for Lānaʻi. Øen er 18 km lang og 10 km bred. Det samlede areal er på 115,595 km². Øens højeste punkt er krateret Lua Makika, – højdepunktet på Puʻu Moaulanui – som er 450 m over havet. Kahoʻolawe er relativt tør pga. at den lave ø ikke modtager særlig meget nedbør fra de nordøstlige passater og i øvrigt ligger i regnskyggen af Mauis 3.055 m høje vulkan Haleakalā.
United States Census Bureau definerer Kahoʻolawe som Block Group 9, Census Area 303.02 af Maui County. Der er ingen permanente beboere på øen. 

## Historie
Et sted omkring år 1000 blev Kahoʻolawe beboet og der blev oprettet små, midlertidige fiskersamfund langs kysten. Nogle områder inde på fastlandet blev opdyrkede og der blev brudt fin basalt som blev brugt til stenværktøjer. Landet udviklede sig fra at være et tørt miljø med uregelmæssige vandløb til en åben savanne med græsområder og træer på grund af rydning af vegetation for brænde og landbrug. Folk byggede stenplatforme til religiøse ceremonier, rejste klippestykker som helligdomme til vellykkede fisketure, og indhuggede helleristninger, eller tegninger, i stenenes flade overflader. Disse rester fra en tidligere tid kan stadig findes på Kahoʻolawe.
Mens man ikke ved hvor mange mennesker der beboede øen, betyder manglen på frisk vand nok at det højst kunne være et par hundrede mennesker. Op til 100 eller flere mennesker kan engang have levet i Hakioawa, den største boplads beliggende på den nordøstlige side af øen med front mod Maui.